# تور إدفين داهل
تور إدفين داهل (بالنرويجية البوكمول: Tor Edvin Dahl)‏ هو كاتب وكاتب سيناريو ومترجم وكاتب للأطفال نرويجي، ولد في 10 سبتمبر 1943 في أوسلو في النرويج.

## وصلات خارجية
- تور إدفين داهل على موقع IMDb (الإنجليزية)